# Borstbeeld van een Romeinse keizer
Het Borstbeeld van een Romeinse keizer is een waarschijnlijk 18e-eeuws beeld dat tentoongesteld wordt in de museumtuin van het Rijksmuseum in Amsterdam. Het bijbehorende bordje vertelt dat niet bekend is welke Romeinse keizer er uitgebeeld wordt. De kunstenaar en het jaar van maak zijn eveneens niet bekend. 
De buste is circa 90 cm hoog en weegt circa 300 kg; het is gemaakt van carraramarmer. Het bordje bij het beeld vermeldt verder nog "Mauritshuis 1889", inventarisatienummer "BK-NM-8924" en "niet aanraken".